# Згадайте, братія моя…
«Не кидай матері, казали…» — вірш Тараса Шевченка 1847 року, написаний у казематі III відділу в С.-Петербурзі й включений до рукописної збірки «В казематі».

## Написання
Збереглося кілька чистових автографів вірша: у «Малій книжці»; у «Більшій книжці». Автографи не датовані. Вірш датується за часом занесення до «Малої книжки», орієнтовно: 1 листопада 1849-го — 23 квітня 1850 року, місце написання — Оренбург.
Найраніший відомий текст — чистовий автограф у «Малій книжці», до якої вірш переписано наприкінці 1849-го (не раніше 1 листопада) або на початку 1850 року (не пізніше 23 квітня — дня арешту поета) з невідомого автографа. Під час переписування твору до «Малої книжки» окремі рядки (6 — 8, 13) поправлено, рядки 21 і 22 пропущено, пропуск позначено двома рядками крапок. Пропущені рядки стосувалися провокатора О. М. Петрова, який виказав 1847 року Кирило-Мефодіївське товариство. Це видно з відновленого Шевченком згодом тексту цих рядків у «Більшій книжці»:
І його забудьте, други,
І не проклинайте.
Автентичний же текст рядків, не переписаних поетом до «Малої книжки» з обережності (оскільки вони містили гострий натяк на обставини покарання «соузників»), до нас не дійшов. Ряд виправлень (у рядках 3, 8, 12) Шевченко вніс до тексту «Малої книжки» кількома роками згодом, найімовірніше 1857 року, наприкінці перебування на засланні, в Новопетровському укріпленні.
16 — 18 березня 1858 року (переписування попередньої поезії «А. О. Козачковському» позначено «16 марта», а в кінці циклу стоїть дата «Москва. 1858. Марта 18») поет переписав вірш «Згадайте, братія моя…» з «Малої книжки» до «Більшої книжки» з окремими новими виправленнями та відновленням рядків 21 — 22, позначених раніше у «Малій книжці» крапками. Чистовий автограф у «Більшій книжці» — остаточний текст твору.
З «Малої книжки» вірш переписано в складі циклу «В казематі» до рукописного списку невідомої особи з окремими, за свідченням О. Я. Кониського, виправленнями Шевченка кінця 1850-х років, що належав Л. М. Жемчужникову і тепер не відомий. 12-й рядок вірша «Згадайте, братія моя…» подав з нього О. Я. Кониський:
Свою тяжку, гірку недолю.
Наведений варіант ідентичний тексту цього рядка в «Малій книжці» до його переробки Шевченком.
Різночитання 21-го рядка з нині не відомого списку Г. Н. Мордовцевої 1859 року подав В. М. Доманицький у примітці до вірша «Згадайте, братія моя…» у редагованому ним «Кобзарі» 1908 року:
А його згадайте, други.
Текст цей сумнівний, його зміст протилежний автентичному тексту цього рядка у «Більшій книжці»: «І його забудьте, други».

## Публікація
Вперше вірш надруковано за «Більшою книжкою» в журналі «Основа» (1862, № 3, стор. 1) з деякими мовними виправленнями («ніколи», «інколи» замість «ніколе», «інколе»), редакторською кон'єктурою (в дужках) з огляду на цензуру: «(Ворогів) забудьте, други» (замість «І його забудьте, други») та довільною назвою «Моїм соузникам» (за назву твору довільно взято частину присвяти циклу «В казематі»: «Моїм соузникам посвящаю»).
Відомі списки вірша в рукописних збірках «Сочинения Т. Г. Шевченка» (1862), «Кобзар» (1865), переписаний Д. Демченком</ref>ІЛ, ф. 1, № 81, с. 111</ref>, список невідомою рукою, список невідомою рукою.
Вперше вірш введено до збірки творів у виданні: «Кобзарь Тараса Шевченка / Коштом Д. Е. Кожанчикова» (СПб., 1867, стор. 383 (подано за «Більшою книжкою», назву — за першим рядком: «Згадайте, братія моя…»; на відміну від першодруку, 21-й рядок — без пом'якшень і кон'єктур: «І його забудьте, други»)). Того ж року введено до збірки творів у виданні: «Поезії Тараса Шевченка» (Львів, 1867, том 1, стор. 212), де подано за першодруком.

## Сюжет
«Згадайте, братія моя…» — звернення до учасників Кирило-Мефодіївського братства, які разом з поетом сиділи у казематі III відділу. Це — Г. Л. Андрузький, В. М. Білозерський, М. І. Гулак, М. І. Костомаров, П. О. Куліш, О. В. Маркович, О. О. Навроцький, І. Я. Посяда. М. І. Гулака ув'язнили на три роки у Шліссельбурзькій фортеці, а потім вислали в одну з віддалених губерній під суворий нагляд; М. І. Костомарова ув'язнили на один рік, а потім вислали до Саратова; В. М. Білозерського й П. О. Куліша ув'язнено на чотири місяці, після чого першого відправили в Петрозаводськ, а другого — в Тулу; О. О. Навроцького потримали в ув'язненні шість місяців і відправили в Єлабугу. Студентів Г. Л. Андрузького та І. Я. Посяду перевели з Київського до Казанського університету.
Найтяжче покарано Шевченка — його заслано рядовим у солдати на невизначений термін в одну із найвіддаленіших губерній царської Росії з суворою забороною писати й малювати.